# Amarga presencia
La obra Amarga presencia de Francisco de Goya y Lucientes (1746-1828) es la estampa número trece de 82, de la serie Los desastres de la Guerra sobre la independencia española del imperialismo francés encabezado por Napoleón, pero Goya, le dio a su obra un sentido moralizante y satírico, sus estampas muestran el horror y a violencia de la guerra en lugar de exaltar la victoria y los héroes de la independencia.
El tema principal de Amarga Presencia es la violación, así como la violencia.

## Descripción
La escena puede ser dividida en tres planos, de la figura más cercana a la más lejana. En el primero, aparece en el lado izquierdo un hombre de espaldas con las manos atadas y recargado en un pilar. Dentro del segundo plano se encuentra la imagen principal: se trata de una mujer en el piso siendo sometida por dos hombres, ellos se encuentran agachados sujetándole un brazo cada uno. En el tercer plano aparecen dos personas tiradas en el piso.

## Obras con temáticas similares dentro de la serie
- Las mugeres dan valor (no. 3)
- Que valor! (no, 7)
- No quieren (no.9)
- Ni por esas (no.11)
- Ya no hai tiempo (no.19)
- Fuerte cosa es (no. 31)[3]

## Exposiciones de las que ha formado parte
- De grafiek van Goya
- Francisco de Goya
- Francisco Goya. Sein leben im spiegel der graphik.
- Francisco Goya. Capricci, follie e disastri della guerra
- Goya. Opera gráfica
- Goya et la modernité[3]